# Erol Simsek
Erol Simsek (3 april 1971) is een Duitse golfprofessional.
Simsek werd in Turkije geboren, waar zijn vader fabrieksarbeider was. Toen hij acht was, verhuisde het gezin naar Duitsland, waar zijn vader gastarbeider was. Tijdens zijn middelbareschooltijd was voetbal Simsek's hoofdsport, waardoor hij geen amateurscarrière in golf had. Toen hij 18 jaar was, had hij handicap +3 en koos hij voor golf.
In 1993 kreeg hij de Duitse nationaliteit en vanaf dat jaar is hij meer gaan spelen. In 1995 werd hij professional en deed hij voor het eerst mee aan een toernooi van de Europese Tour, het Stuttgart Open. In 2000 promoveerde hij van de Challenge Tour naar de Europese Tour. Hij verloor zijn tourkaart echter, maar was succesvol op de Tourschool, zodat hij ook in 2001 en 2002 weer de Europese Tour kon spelen.

## Gewonnen
Challenge Tour
- 1996: The Bank Pekao Polish Open, Audi Quattro Trophy
- 1997: Neuchatel Open, Matchmaker Austrian Open

EPD Tour
- 2006: Preis des Hardenberg GolfResort